# Salif Traoré (réalisateur)
Pour les articles homonymes, voir Salif Traoré et Traoré.
Salif Traoré est un réalisateur malien né en 1954 à San au Mali.

## Biographie
Salif Traoré a fait ses études à l’Institut national des arts de Bamako (INA) de Bamako, puis à l'Institut africain d'études cinématographiques (INAFEC) au Burkina Faso. Après plusieurs courts-métrages, il réalise en 2007 son premier long métrage, Faro, la Reine des Eaux, autour du thème du clivage entre tradition et modernité.

## Filmographie
- 1994 : Sigida l'environnement
- 1998 : La danse du singe
- 2000 : Le cri de la falaise
- 2001 : Sida Lakari (série télévisée)
- 2007 : Faro, la reine des eaux (long-métrage)
- 2019 : Jamu Duman (documentaire)

## Récompenses
Son documentaire Jamu Duman reçoit le prix de l'UEMOA au FESPACO 2019.